# Monster Hunter Tri
Monster Hunter Tri (モンスター ハンター 3 (トライ), Monsutā Hantā Torai, "Monster Hunter 3 (tri-)" no Japão) é a terceira versão de console da franquia de jogos eletrônicos Monster Hunter, desenvolvida pela Capcom e lançada para o Wii no Japão em 1 de agosto de 2009.
O jogo foi originalmente planejado para ser um título de PlayStation 3, mas devido aos elevados custos para o desenvolvimento deste console, a Capcom decidiu então desenvolvê-lo para o Wii.